# Cours Lafayette
Le cours Lafayette est une voie de circulation située en limite des 3e et 6e arrondissements de la ville de Lyon, en France. Il est l'une des principales artères de la rive gauche du Rhône et de la ville.

## Situation
Le cours Lafayette commence à l'ouest au niveau du Rhône à partir des quais du Général Sarrail au nord et Victor Augagneur au sud, en prolongement du pont Lafayette, et se termine à la limite orientale de la commune de Lyon. Son côté nord et impair est situé sur le 6e arrondissement et son côté sud et pair se trouve dans le 3e arrondissement. Il se prolonge sur Villeurbanne par le cours Tolstoï à partir de la rue d'Alsace.
Grandiose autant par sa largeur que par la distance qu'il représente, le cours Lafayette est une véritable artère autour de laquelle s'articule le 3e arrondissement de Lyon. Il est longé de nombreux commerces et restaurants, très fréquentés eu égard à leur proximité avec le quartier d'affaires de la Part-Dieu.

## Dénomination
Il porte le nom de l'officier et homme politique français Gilbert du Motier de La Fayette (1757-1834).

## Historique
Construit "dans le prolongement du pont Lafayette vers 1830", elle fut la route de Villeurbanne (jusqu'à la Cité Lafayette, aujourd'hui le quartier villeurbannais du Totem, ndlr) départementale "Rhône ch no 11", peut-on lire sur "Une vieille plaque métallique à l’angle du quai" (plaque de cocher).
"En 1886, la commission exécutive du congrès national des syndicats ouvriers s’est réuni au no 8.
Le maire de Lyon Louis Pradel y est né en 1906, au no 102.
La zone proche de la Part Dieu a subi une importante reconstruction après les années 1970 avec la création du centre administratif.
Le 28 février 2008, une explosion de gaz retentissante dévaste la partie centrale du cours Lafayette, faisant un mort parmi les pompiers intervenants. L'intégralité des voies de circulation n'est remise en fonction qu'en mars 2010.
Au n°172, une plaque rappelle que quatre résistants sont morts le 24 août 1944, dix jours avant la libération de Lyon. Ils avaient 19 et 20 ans. Un peu plus loin, au 252, une autre plaque conserve la mémoire de Michel Gaillard, un autre combattant de la seconde guerre mondiale mort au camp d’extermination de Flossenburg en 1945.
Au n°267, la blanchisserie des hospices civils de Lyon a été active de 1877 à 2014 sur 17000 m²".

## Sites et monuments
- Les Halles de Lyon-Paul Bocuse sont situées au numéro 102.
- La tour Incity, inaugurée en 2015, est située à l'angle sud-ouest formé avec la rue Garibaldi.
- Au niveau du boulevard Vivier-Merle, le cours Lafayette longe le quartier de La Part-Dieu et permet notamment l'accès au centre commercial et à la gare SNCF.
- Le siège de Télé Lyon Métropole (TLM) se situait au numéro 227, jusqu'à la disparition de la chaîne en 2019.